# Stiphodon atratus
Stiphodon atratus és una espècie de peix de la família dels gòbids i de l'ordre dels perciformes.

## Morfologia
Els mascles poden assolir els 4,9 cm de longitud total.

## Distribució geogràfica
Es troba a Indonèsia i Papua Nova Guinea.